# Maddock
Pour les articles homonymes, voir Maddock (homonymie).
La ville de Maddock est située dans le comté de Benson, dans l’État du Dakota du Nord, aux États-Unis. Lors du recensement de 2010, sa population s’élevait à 382 habitants.

## Démographie
| Groupe            | Maddock | Dakota du Nord | États-Unis |
| ----------------- | ------- | -------------- | ---------- |
| Blancs            | 95,6    | 90,0           | 72,4       |
| Amérindiens       | 3,1     | 5,4            | 0,9        |
| Métis             | 0,8     | 1,8            | 2,9        |
| Autres            | 0,5     | 2,8            | 23,8       |
| Total             | 100     | 100            | 100        |
|                   |         |                |            |
| Latino-Américains | 1,6     | 2,0            | 16,7       |

Selon l'American Community Survey, pour la période 2011-2015, 97,25 % de la population âgée de plus de 5 ans déclare parler l'anglais à la maison, 1,65 % déclare parler le norvégien et 1,10 % une autre langue.
| 1910 | 1920 | 1930 | 1940 | 1950 | 1960 |
| ---- | ---- | ---- | ---- | ---- | ---- |
| 374  | 557  | 631  | 691  | 741  | 740  |

| 1970 | 1980 | 1990 | 2000 | 2010 | - |
| ---- | ---- | ---- | ---- | ---- | - |
| 708  | 677  | 559  | 498  | 382  | - |

## Source
- (en) Cet article est partiellement ou en totalité issu de l’article de Wikipédia en anglais intitulé « Maddock, North Dakota » (voir la liste des auteurs).